# Liste des municipalités d'Afrique du Sud
La liste des municipalités d'Afrique du Sud énumère les 3 différents types de municipalités constituant les gouvernements locaux en Afrique du Sud depuis 2000.
L'Afrique du Sud compte huit municipalités métropolitaines (de type A), 44 municipalités de districts (type C) et 226 municipalités locales (type B). Toutes ces municipalités, qu'elles soient rurales ou des conurbations urbaines, amalgament sous une même autorité politique locale, les villes et communes sud-africaines ainsi que les townships et les bidonvilles.

## Municipalités métropolitaines
| Municipalité (type A)                                    | Villes et communes constituantes | Code municipal |
| -------------------------------------------------------- | --- | -------------- |
| Municipalité métropolitaine de la ville du Cap           | Le Cap, Communes de la péninsule du Cap (Hout Bay, Simon's Town...), du Blaauwberg, de Tygerberg, de Oostenberg et de l'Helderberg | CPT            |
| Municipalité métropolitaine d'Ekurhuleni                 | Germiston, Alberton, Bedfordview, Benoni, Boksburg, Brakpan, Daveyton, Devon, Duduza, Edenvale, Germiston, Impumelelo, Isando, Katlehong, Kempton Park, KwaThema, Nigel, Reiger Park, Springs, Tembisa, Thokoza, Tsakane, Vosloorus et Wattville | EKU            |
| Municipalité métropolitaine de la ville de Johannesbourg | Johannesburg, Randburg, Soweto ... | JHB            |
| Municipalité métropolitaine Nelson Mandela Bay           | Port Elizabeth, Uitenhage, Despatch | NMA            |
| Municipalité métropolitaine de la ville de Tshwane       | Pretoria, Centurion, Hammanskraal, townships d’Akasia, de Soshanguve, de Mamelodi, d’Atteridgeville, de Ga-Rankuwa, Temba, Mabopane | TSH            |
| Municipalité métropolitaine d'eThekwini                  | Durban, Amanzimtoti, Umlazi, Phoenix, Chatsworth, KwaMashu, Pinetown | ETH            |
| Municipalité métropolitaine de Buffalo City              | East London, King William's Town, Bisho | BUF            |
| Municipalité métropolitaine de Mangaung                  | Bloemfontein, Thaba 'Nchu, Botshabelo | MAN            |

## Cap oriental

### District de Sarah Baartman(DC10)
- Camdeboo Local Municipality (EC101)
- Blue Crane Route Local Municipality (EC102)
- Ikwezi Local Municipality (EC103)
- Makana Local Municipality (EC104)
- Ndlambe Local Municipality (EC105)
- Sunday's River Valley Local Municipality (EC106)
- Baviaans Local Municipality (EC107)
- Kouga Local Municipality (EC108)
- Kou-Kamma Local Municipality (EC109)

### District d'Amathole(DC12)
- Mbhashe Local Municipality (EC121)
- Mnquma Local Municipality (EC122)
- Great Kei Local Municipality (EC123)
- Amahlathi Local Municipality (EC124)
- Buffalo City Local Municipality (EC125)
- Ngqushwa Local Municipality (EC126)
- Nkonkobe Local Municipality (EC127)
- Nxuba Local Municipality (EC128)

### District de Chris Hani(DC13)
- Inxuba Yethemba Local Municipality (EC131)
- Tsolwana Local Municipality (EC132)
- Inkwanca Local Municipality (EC133)
- Lukanji Local Municipality (EC134)
- Intsika Yethu Local Municipality (EC135)
- Emalahleni Local Municipality (EC136)
- Engcobo Local Municipality (EC137)
- Sakhisizwe Local Municipality (EC138)

### District de Joe Gqabi(DC14)
- Elundini Local Municipality (EC141)
- Senqu Local Municipality (EC142)
- Maletswai Local Municipality (EC143)
- Gariep Local Municipality (EC144)

### District d'OR Tambo(DC15)
- Mbizana Local Municipality (EC151)
- Ntabankulu Local Municipality (EC152)
- Qaukeni Local Municipality (EC153)
- Port St. Johns Local Municipality (EC154)
- Nyandeni Local Municipality (EC155)
- Mhlontlo Local Municipality (EC156)
- King Sabata Dalindyebo Local Municipality (EC157)

### District d'Alfred Nzo(DC44)
- Matatiele Local Municipality (EC441)
- Umzimvubu Local Municipality (EC442)
- Winnie Madikizela-Mandela Local Municipality (EC443)
- Ntabankulu Local Municipality (EC444)

## État-Libre

### Xhariep District Municipality(DC16)
- Letsemeng Local Municipality (FS161)
- Kopanong Local Municipality (FS162)
- Mohokare Local Municipality (FS163)

### Motheo District Municipality(DC17)
Le district municipal de Motheo couvre le centre de l'état-libre, comprenant la capitale régionale, Bloemfontein. Ce district est le cœur politique, économique et industriel de la province.
| Municipalités locales (type B) | Villes et communes principales                              | Code municipal |
| ------------------------------ | ----------------------------------------------------------- | -------------- |
| Naledi Local Municipality      | Dewetsdorp, Wepener et Van Stadensrus                       | FS171          |
| Mangaung Local Municipality    | Bloemfontein, Botshabelo, Thaba Nchu                        | FS172          |
| Mantsopa Local Municipality    | Ladybrand, Hobhouse, Excelsior, Tweespruit et Thaba Phatswa | FS173          |

### Lejweleputswa District Municipality(DC18)
- Masilonyana Local Municipality (FS181)
- Tokologo Local Municipality (FS182)
- Tswelopele Local Municipality (FS183)
- Matjhabeng Local Municipality (FS184)
- Nala Local Municipality (FS185)

### Thabo Mofutsanyane District Municipality(DC19)
- Setsoto Local Municipality (FS191)
- Dihlabeng Local Municipality (FS192)
- Nketoana Local Municipality (FS193)
- Maluti a Phofung Local Municipality (FS194)
- Phumelela Local Municipality (FS195)

### Northern Free State District Municipality(DC20)
- Moqhaka Local Municipality (FS201)
- Ngwathe Local Municipality (FS203)
- Metsimaholo Local Municipality (FS204)
- Mafube Local Municipality (FS205)

## Gauteng

### District de Sedibeng(DC42)
| Municipalités locales (type B) | Villes et communes principales                                                                                      | Code municipal |
| ------------------------------ | --- | -------------- |
| Emfuleni Local Municipality    | Vereeniging, Sharpeville, Vanderbijlpark, Evaton, Sebokeng, Bophelong et Boipatong                                  | GT421          |
| Midvaal Local Municipality     | Meyerton, Eikenhof, Walkerville/De Deur, Henley-on-Klip, Vaal Marina, Randvaal, Rissiville, Suikerbosrand et Sicelo | GT422          |
| Lesedi Local Municipality      | Heidelberg, Devon et Ratanda                                                                                        | GT423          |

### District de West Rand(DC48)
| Municipalités locales (type B)   | Villes et communes principales | Code municipal |
| -------------------------------- | --- | -------------- |
| Mogale City Local Municipality   | Krugersdorp, Magaliesburg, Tarlton, Hekpoort, Muldersdrift, Witpoortjie, Lewisham, Azaadville, Swannieville, Munsieville, Kagiso, Noordeheuwel, Silverfields, Monument, Rangeview, Chamdor et Boltonia | GT481          |
| Randfontein Local Municipality   | Randfontein et Gatsrant | GT482          |
| Westonaria Local Municipality    | Westonaria et Vaalriver | GT483          |
| Merafong City Local Municipality | Carletonville, Fochville, Gatsrant, Southern DC et Wedela | GT484          |

La Municipalité locale de Merafong est à l'origine une municipalité transfrontalière, regroupant des communes situées dans le Gauteng et dans la province du Nord-Ouest. D'abord localisée dans le West Rand District Municipality, elle a été ensuite intégrée en 2005 dans le Southern District municipality de la province du Nord- Ouest. Cette décision est contestée devant les tribunaux sud-africains.

## KwaZulu-Natal

### Ugu District Municipality(DC21)
- Vulamehlo Local Municipality (KZ211)
- Umdoni Local Municipality (KZ212)
- Umzumbe Local Municipality (KZ213)
- UMuziwabantu Local Municipality (KZ214)
- Ezingoleni Local Municipality (KZ215)
- Hibiscus Coast Local Municipality (KZ216)

### Umgungundlovu District Municipality(DC22)
- uMshwathi Local Municipality (KZ221)
- uMngeni Local Municipality (KZ222)
- Mooi Mpofana Local Municipality (KZ223)
- Impendle Local Municipality (KZ224)
- Msunduzi Local Municipality (KZ225)
- Mkhambathini Local Municipality (KZ226)
- Richmond Local Municipality (KZ227)

### Uthukela District Municipality(DC23)
- Emnambithi-Ladysmith Local Municipality (KZ232)
- Indaka Local Municipality (KZ233)
- Umtshezi Local Municipality (KZ234)
- Okhahlamba Local Municipality (KZ235)
- Imbabazane Local Municipality (KZ236)

### Umzinyathi District Municipality(DC24)
- Endumeni Local Municipality (KZ241)
- Nquthu Local Municipality (KZ242)
- Msinga Local Municipality (KZ244)
- Umvoti Local Municipality (KZ245)

### Amajuba District Municipality(DC25)
- Newcastle Local Municipality (KZ252)
- eMadlangeni Local Municipality (KZ253)
- Dannhauser Local Municipality (KZ254)

### Zululand District Municipality(DC26)
- eDumbe Local Municipality (KZ261)
- UPhongolo Local Municipality (KZ262)
- Abaqulusi Local Municipality (KZ263)
- Nongoma Local Municipality (KZ265)
- Ulundi Local Municipality (KZ266)

### Umkhanyakude District Municipality(DC27)
- Umhlabuyalingana Local Municipality (KZ271)
- Jozini Local Municipality (KZ272)
- The Big Five False Bay Local Municipality (KZ273)
- Hlabisa Local Municipality (KZ274)
- Mtubatuba Local Municipality (KZ275)

### uThungulu District Municipality(DC28)
- Mbonambi Local Municipality (KZ281)
- uMhlathuze Local Municipality (KZ282)
- Ntambanana Local Municipality (KZ283)
- uMlalazi Local Municipality (KZ284)
- Mthonjaneni Local Municipality (KZ285)
- Nkandla Local Municipality (KZ286)

### iLembe District Municipality(DC29)
- eNdondakusuka Local Municipality (KZ291)
- KwaDukuza Local Municipality (KZ292)
- Ndwedwe Local Municipality (KZ293)
- Maphumulo Local Municipality (KZ294)

### Sisonke District Municipality(DC43)
- Ingwe Local Municipality (KZN431)
- Kwa Sani Local Municipality (KZN432)
- Greater Kokstad Local Municipality (KZN433)
- Ubuhlebezwe Local Municipality (KZN434)
- Umzimkhulu Local Municipality (KZN435)

## Limpopo

### Mopani District Municipality(DC33)
- Greater Giyani Local Municipality (NP331)
- Greater Letaba Local Municipality (NP332)
- Greater Tzaneen Local Municipality (NP333)
- Ba-Phalaborwa Local Municipality (NP334)
- Maruleng Local Municipality (NP335)

### Vhembe District Municipality(DC34)
- Musina Local Municipality (NP341)
- Mutale Local Municipality (NP342)
- Thulamela Local Municipality (NP343)
- Makhado Local Municipality (NP344)

### Capricorn District Municipality(DC35)
- Blouberg Local Municipality (NP351)
- Aganang Local Municipality (NP352)
- Molemole Local Municipality (NP353)
- Polokwane Local Municipality (NP354)
- Lepele-Nkumpi Local Municipality (NP355)

### Waterberg District Municipality(DC36)
- Thabazimbi Local Municipality (NP361)
- Lephalale Local Municipality (NP362)
- Mookgopong Local Municipality (NP364)
- Modimolle Local Municipality (NP365)
- Bela-Bela Local Municipality (NP366)
- Mogalakwena Local Municipality (NP367)

### Greater Sekhukhune District Municipality(DC47)
- Greater Marble Hall Local Municipality (LIM471)
- Greater Groblersdal Local Municipality (LIM472)
- Makhuduthamaga Local Municipality (LIM473)
- Fetakgomo Local Municipality (LIM474)
- Greater Tubatse Local Municipality (LIM475)

## Mpumalanga

### Gert Sibande District Municipality(DC30)
| Municipalités locales (type B)    | Villes et communes principales | Code municipal |
| --------------------------------- | --- | -------------- |
| Albert Luthuli Local Municipality | Badplaas, Carolina, Eerstehoek et Lochiel | MP301          |
| Msukaligwa Local Municipality     | Bankkop, Breyten, Camden, Chrissiesmeer, Davel, Ermelo, Estancia, Holbank, Kafferspruit, Lothair, Sheepmoor et Warburton                                              | MP302          |
| Mkhondo Local Municipality        | Piet Retief, Amsterdam, Nysspruit, Berbice, Bergen, Braunschweig, Commondale, Dirkiesdorp, Iswepe, Moolman, Panbult et Wittenberg                                     | MP303          |
| Pixley Ka Seme Local Municipality | Wakkerstroom, Volksrust, Amersfoort, Daggakraal et Perdekop | MP304          |
| Lekwa Local Municipality          | Bettiesdam, Elmtree, Holmdene, Maizefield, Meyerville, Morgenzon, Platrand, Roberts Drift, Standerton et Stanfield Hill                                               | MP305          |
| Dipaleseng Local Municipality     | Balfour, Dasville, Greylingstad, Grootvlei, Val et Willemsdal | MP306          |
| Govan Mbeki Local Municipality    | Bethal, Bethel East, Bethelrand, Charl Cilliers, Embalenhle, Emzinoni, Evander, Kinross, Leandra, Leslie, Roodebank, Secunda, Springbokdraai, Trichardt et Winkelhaak | MP307          |

### Nkangala District Municipality(DC31)
| Municipalités locales (type B)          | Villes et communes principales | Code municipal |
| --------------------------------------- | --- | -------------- |
| Delmas Local Municipality               | Arbor, Argent, Delmas et Lionelton | MP311          |
| Emalahleni Local Municipality           | Witbank, Balmoral, Clewer, Coalville, Hlalanikahle, Kendal, Kriel (en), Kwaguqa, Lynnville, Matla, Minnaar, New Largo, Ogies, Paxton, Phola, Rietspruit, Thubelihe, Van Dyks Drif, Wilge  | MP312          |
| Steve Tshwete Local Municipality        | Middelburg, Mhluzi, Hendrina, Kwazamokuhle, Rietkuil, Pullenshope, Komati, Presidentsrus, Naledi, Lesedi, Kranspoort, Blinkpan, Koornfontein, Kwa-Makalane et Doornkop                    | MP313          |
| Emakhazeni/Highlands Local Municipality | Airlie, Belfast, Dalmanutha, Dullstroom, Kwaggaskop, Laersdrif, Machadodorp, Nederhorst, Stoffberg, Waterval Boven, Waterval Onder et Wonderfontein                                       | MP314          |
| Thembisile Local Municipality           | Boekenhouthoek, Bundu, Ekangala, Ekandustria, Enkeldoornoog, Goedered, KwaMhlanga, Kwaggafontein, Moloto Phola Park, Seringkop, Sybrandskraal, Tweefontein, Vlakfontein, Verena et Witnek | MP315          |
| Dr JS Moroka Local Municipality         | Bamokgoko, Dikgwale, Ga-Maria, Kwa-Phake, Lefiso, Maboko, Mapoch, Masobe, Matshiding, Moteti, Phake, Siyabuswa et Vaalbank                                                                | MP316          |

### Ehlanzeni District Municipality(DC32)
| Municipalités locales (type B)   | Villes et communes principales | Code municipal |
| -------------------------------- | --- | -------------- |
| Thaba Chweu Local Municipality   | Lydenburg, Graskop, Badfontein, Blyde, Brondal, Buffelsvlei, Goedewil, Graan, Hendriksdal, Klein-abie, Klipskool, Krugerspos, Leroro, Maartenshoop, Marambane, Mauchsberg, Pilgrim's Rest, Sabie, The Berg et Vermon | MP321          |
| Mbombela Local Municipality      | Nelspruit, Hazyview, White River, Matsulu, Mpakeni, Ngodwana, Tekwane, Kaapschehoop et Kanyamazane | MP322          |
| Umjindi Local Municipality       | Barberton, Avoca, Jambila, Joes Luck, Lows Creek et Noordkaap | MP323          |
| Nkomazi Local Municipality       | Malelane, Komatipoort, Hectorspruit, Marloth Park, Kamhlushwa et Kamqhukheza | MP324          |
| Bushbuckridge Local Municipality | Bushbuckridge, Acornhoek, Bosbokrand, Cottondale, Hluvukani, Kampersrus, Marite, Mkhuhlu et Paul Kruger Gate | MP325          |

## Nord Ouest

### Bojanala District Municipality(DC37)
- Moretele Local Municipality (NW371)
- Local Municipality of Madibeng (NW372)
- Rustenburg Local Municipality (NW373)
- Kgetlengrivier Local Municipality (NW374)
- Moses Kotane Local Municipality (NW375)

### Central District Municipality(DC38)
- Ratlou Local Municipality (NW381)
- Tswaing Local Municipality (NW382)
- Mahikeng Local Municipality (NW383)
- Ditsobotla Local Municipality (NW384)
- Ramotshere Moiloa Local Municipality (NW385)

### Bophirima District Municipality(DC39)
- Kagisano Local Municipality (NW391)
- Naledi Local Municipality (NW392)
- Mamusa Local Municipality (NW393)
- Greater Taung Local Municipality (NW394)
- Molopo Local Municipality (NW395)
- Lekwa-Teemane Local Municipality (NW396)

### Dr Kenneth Kaunda District Municipality(DC40)
- Ventersdorp Local Municipality (NW401)
- Tlokwe Local Municipality (NW402)
- Matlosana Local Municipality (NW403)
- Maquassi Hills Local Municipality (NW404)
- Merafong City Local Municipality (NW405)

## Cap-du-Nord

### Namakwa District Municipality(DC6)
- Richtersveld Local Municipality (NC061)
- Nama Khoi Local Municipality (NC062)
- Kamiesberg Local Municipality (NC064)
- Hantam Local Municipality (NC065)
- Karoo Hoogland Local Municipality (NC066)
- KhÔi-Ma Local Municipality (NC067)

### Karoo District Municipality(DC7)
- Ubuntu Local Municipality (NC071)
- Umsobomvu Local Municipality (NC072)
- Emthanjeni Local Municipality (NC073)
- Kareeberg Local Municipality (NC074)
- Renosterberg Local Municipality (NC075)
- Thembelihle Local Municipality (NC076)
- Siyathemba Local Municipality (NC077)
- Siyancuma Local Municipality (NC078)
- Bo Karoo Local Municipality (NC079)

### Siyanda District Municipality(DC8)
- Mier Local Municipality (en) (NC081)
- !Kai! Garib Local Municipality (NC082)
- Khara Hais Local Municipality (NC083)
- !Kheis Local Municipality (NC084)
- Tsantsabane Local Municipality (NC085)
- Kgatelopele Local Municipality (NC086)

### Frances Baard District Municipality(DC9)
- Sol Plaatjie Local Municipality (NC091)
- Dikgatlong Local Municipality (NC092)
- Magareng Local Municipality (NC093)
- Phokwane Local Municipality (NC094)

### Kgalagadi District Municipality(DC45)
- Moshaweng Local Municipality (NC451)
- Ga-Segonyana Local Municipality (NC452)
- Gamagara Local Municipality (NC453)

## Cap-Occidental

### District de West Coast(DC1)
| Municipalités locales (type B)  | Villes et communes principales | Code municipal |
| ------------------------------- | --- | -------------- |
| Matzikama Local Municipality    | Lutzville, Ebenhaezer, Vredendal, Vanrhynsdorp, Doringbaai/Strandfontein et Klawer                                                  | WC011          |
| Cederberg Local Municipality    | Citrusdal, Clanwilliam, Graafwater et Lamberts Bay                                                                                  | WC012          |
| Bergrivier Local Municipality   | Dwarskersbos, Aurora, Laaiplek, Piketberg, Porterville et Veldrif                                                                   | WC013          |
| Saldanha Bay Local Municipality | West Coast Peninsula, Langebaan et Hopefield                                                                                        | WC014          |
| Swartland Local Municipality    | Yzerfontein, Moorreesburg, Malmesbury, Riebeek-Kasteel, Riebeek West, Abbotsdale, Kalbaskraal, Chatsworth, Riverlands et Koringberg | WC015          |

### District de Cape Winelands(DC2)
| Municipalités locales (type B)   | Villes et communes principales                     | Code municipal |
| -------------------------------- | -------------------------------------------------- | -------------- |
| Witzenberg Local Municipality    | Tulbagh, Ceres, Prince Alfred Hamlet et Wolseley   | WC022          |
| Drakenstein Local Municipality   | Saron, Wellington et Paarl                         | WC023          |
| Stellenbosch Local Municipality  | Stellenbosch, Franschhoek et Pniel                 | WC024          |
| Breede Valley Local Municipality | Touws River, De Doorns, Worcester et Rawsonville   | WC025          |
| Langeberg Local Municipality     | Robertson, Montagu, Ashton, McGregor et Bonnievale | WC026          |

### District d'Overberg(DC3)
| Municipalités locales (type B)     | Villes et communes principales                                                              | Code municipal |
| ---------------------------------- | ------------------------------------------------------------------------------------------- | -------------- |
| Theewaterskloof Local Municipality | Villiersdorp, Grabouw, Botrivier, Caledon/Myddleton, Genadendal, Greyton et Riviersonderend | WC031          |
| Overstrand Local Municipality      | Hangklip/Kleinmond, Hermanus, Stanford et Gansbaai                                          | WC032          |
| Cape Agulhas Local Municipality    | Napier, Bredasdorp, Arniston, Caledon et Struisbaai                                         | WC033          |
| Swellendam Local Municipality      | Swellendam, Barrydale, Suurbraak, Malagas, Stormsvlei et Infanta                            | WC034          |

### District de la route des jardins(DC4)
| Municipalités locales (type B) | Villes et communes principales                                        | Code municipal |
| ------------------------------ | --------------------------------------------------------------------- | -------------- |
| Kannaland Local Municipality   | Ladismith, Calitzdorp, Zoar et Vanwyksdorp                            | WC041          |
| Hessequa Local Municipality    | Riversdale, Heidelberg, Slangrivier, Albertinia, Gouritz et Still Bay | WC042          |
| Mossel Bay Local Municipality  | Mossel Bay, Herbertsdale, Friemersheim et Great Brak River            | WC043          |
| George Local Municipality      | George, Wilderness, Klein Krantz, Victoria Bay et Herolds Bay         | WC044          |
| Oudtshoorn Local Municipality  | Oudtshoorn, Dysselsdorp et De Rust                                    | WC045          |
| Bitou Local Municipality       | Plettenberg Bay et localités limitrophes                              | WC047          |
| Knysna Local Municipality      | Knysna, Rheenendal, Belvidere Estate, Sedgefield, Brenton et Knoetzie | WC048          |

### District de Central Karoo(DC5)
| Municipalités locales (type B)   | Villes et communes principales           | Code municipal |
| -------------------------------- | ---------------------------------------- | -------------- |
| Laingsburg Local Municipality    | Laingsburg et Matjiesfontein             | WC051          |
| Prince Albert Local Municipality | Prince Albert, Leeu Gamka et Klaarstroom | WC052          |
| Beaufort West Local Municipality | Beaufort West, Merweville et Nelspoort   | WC053          |